# برواية عمير (الهايي)
برواية عمير (بالفارسية: بروایه عمیر) هي قرية وتقع في إيران في قسم الهايي الريفي. يقدر عدد سكانها بـ 577 نسمة بحسب إحصاء 2016.